# Xavier Aubryet
Xavier Aubryet, né le 27 janvier 1827 à Pierry (Marne) et mort à Paris le 15 novembre 1880, est un homme de lettres et journaliste français.

## Biographie
Il fait ses études au collège de Saint-Quentin, puis à Paris au Lycée Charlemagne. Après avoir entamé une carrière dans l'administration des finances, il entre en littérature sous le patronage d'Arsène Houssaye. À partir de 1849, il collabore successivement au Corsaire, à L'Événement, à L'Illustration, à L'Artiste (qu'il dirige aux côtés d'Édouard Houssaye entre 1853 et 1857), à la Gazette des Beaux-Arts et au Moniteur universel. Il se fait remarquer pour La Femme de vingt-cinq ans, un « roman exquis » selon Charles Monselet, et pour ses Jugements nouveaux, recueil de critiques musicales et littéraires. Il est fait chevalier de la Légion d'honneur en 1865. Atteint d'une maladie de la moelle épinière, il meurt à l'âge de 53 ans après quatre années de terribles douleurs.
L’Académie française lui décerne le prix Lambert en 1878 et le prix Monbinne en 1879.
Xavier Aubryet était selon Gustave Claudin l'une des figures les plus originales de son temps. « Il était la contradiction incarnée. D'une gaieté folle et nerveuse, il n'écrivait que des choses graves, et passait son temps à combattre pour des principes contraires à ce qu'il disait et à ce qu'il faisait. » Épris de Joseph de Maistre et admirateur de Gustave Flaubert, il aimait à fustiger le bourgeois et à parodier les discours officiels. « Il passait sa vie à jeter son esprit par les fenêtres », note encore Claudin, mais ne s'offusquait pas de voir ses bons mots repris par d'autres.

## Publications
- Passionnément. Pas du tout, proverbe en un acte et cinq journées (1850)
- La Femme de vingt-cinq ans, scènes et récits (1853) Texte en ligne
- Les Jugements nouveaux. Philosophie de quelques œuvres (1860) Texte en ligne
- Les Patriciennes de l'amour (1870)
- La République rose, 1848-1871 (1871)
- La Vengeance de Madame Maubrel (1872)
- Les Représailles du sens commun (1872)
- Madame et mademoiselle (1872)
- Madame veuve Lutèce (1873)
- Le Docteur Molière, comédie en 1 acte, en vers, Paris, Théâtre de l'Odéon, 7 avril 1873
- Robinsonne et Vendredine (1874)
- Philosophie mondaine (1876)
- Chez nous et chez nos voisins (1878)
- Le Poème des mois républicains (1879)
- Le Triptyque : la Reine et les quatre infantes, le Temple et la maison, Morphise (1881)